# Celama infumatalis
Celama infumatalis är en fjärilsart som beskrevs av Arnold Spuler 1906. Celama infumatalis ingår i släktet Celama och familjen trågspinnare. Inga underarter finns listade i Catalogue of Life.